# Émile Friol
Émile Friol (Lyon, 6 de marzo de 1881-Amiens, 6 de noviembre de 1916) fue un deportista francés que compitió en ciclismo en la modalidad de pista. Ganó tres medallas en el Campeonato Mundial de Ciclismo en Pista entre los años 1906 y 1910.

## Medallero internacional
| Campeonato Mundial | Campeonato Mundial | Campeonato Mundial | Campeonato Mundial       |
| Año                | Lugar              | Medalla            | Competición              |
| ------------------ | ------------------ | ------------------ | ------------------------ |
| 1906               | Ginebra (Suiza)    | Medalla de bronce  | Velocidad individual (P) |
| 1907               | París (Francia)    | Medalla de oro     | Velocidad individual (P) |
| 1910               | Bruselas (Bélgica) | Medalla de oro     | Velocidad individual (P) |

## Palmarés
- 1904
  - Campeón de Francia de velocidad
- 1906
  - Campeón de Francia de velocidad
- 1907
  - Campeón Mundial de Velocidad 
  - Campeón Europeo de Velocidad
  - Campeón de Francia de velocidad 
  - 1.º en el Gran Premio de París
  - 1.º en el Gran Premio de Reims
- 1908
  - 1.º al Gran Premio del UVF
- 1909
  - 1.º en el Gran Premio de París
- 1910
  - Campeón Mundial de Velocidad 
  - Campeón Europeo de Velocidad
  - Campeón de Francia de velocidad 
  - 1.º en el Gran Premio de París
  - 1.º en el Gran Premio del UVF
  - 1.º en el Gran Premio de Reims
- 1911
  - 1.º al Gran Premio del UVF
- 1913
  - Campeón de Francia de velocidad